# Kindsköpfe
Kindsköpfe (Originaltitel Grown Ups) ist eine US-amerikanische Komödie mit Adam Sandler, Kevin James, Chris Rock, David Spade und Rob Schneider aus dem Jahr 2010. Sandler und Fred Wolf schrieben das Drehbuch und Dennis Dugan führte Regie. Der Film wurde von Sandlers Produktionsfirma Happy Madison Productions und dem Filmverleih Columbia Pictures produziert. 2013 erschien die Fortsetzung Kindsköpfe 2.

## Handlung
1978: Die Schüler Lenny, Eric, Kurt, Marcus und Rob gewinnen zum ersten und einzigen Mal die Basketball-Meisterschaft. 30 Jahre später erhalten sie die Nachricht, dass ihr damaliger Coach verstorben ist, und treffen sich auf dessen Beerdigung wieder: Lenny ist ein Agent in Hollywood, verheiratet mit einer Modedesignerin und Vater dreier Kinder. Eric ist ein arbeitsloser Familienvater, Kurt ein Hausmann, der schwer unter seiner Schwiegermutter zu leiden hat. Marcus ist Single und Rob nach mehreren Ehen mit der wesentlich älteren Gloria liiert. Obwohl Lennys Familie eigentlich auf der Durchreise nach Mailand ist, beschließen die Freunde, nach der Trauerfeier das Wochenende mit ihren Familien an einem See zu verbringen und, dem letzten Wunsch des Verstorbenen folgend, dessen Asche auf einer Insel zu verstreuen.
Auf Drängen ihrer damaligen Finalgegner kommt es am Ende zu einem Basketballspiel der ehemaligen Spieler und ihrer Söhne. Lenny verschießt den letzten Wurf, um seinem erfolgsverwöhnten Sohn zu zeigen, wie es ist, einmal nicht zu gewinnen, und um seinem ehemaligen Gegner auch einmal das Gefühl des Siegens zu geben.

## Entstehung
Die Dreharbeiten begannen am 18. Mai 2009 in Southborough, Massachusetts. Die meisten Dreharbeiten fanden jedoch am Chebacco Lake in Essex und am See Wizz in Wareham statt. Einige Szenen entstanden in Marblehead auf der Insel Marblehead Neck, einer Marblehead vorgelagerten Insel im Atlantischen Ozean. Die Restaurantszenen wurden im „Woodman’s of Essex“ gedreht.
Die Synchronisation des Films übernahm die Firma Interopa Film aus Berlin. Für das Dialogbuch und die Dialogregie ist Elisabeth von Molo verantwortlich.
| Darsteller        | Sprecher            | Rolle                     |
| ----------------- | ------------------- | ------------------------- |
| Adam Sandler      | Dietmar Wunder      | Lenny Feder               |
| Kevin James       | Thomas Karallus     | Eric Lamonsoff            |
| Chris Rock        | Oliver Rohrbeck     | Kurt McKenzie             |
| David Spade       | Florian Halm        | Marcus Higgins            |
| Rob Schneider     | Axel Malzacher      | Rob Hilliard              |
| Salma Hayek       | Christin Marquitan  | Roxanne Chase-Feder       |
| Cameron Boyce     | David Kunze         | Keithie Feder             |
| Maria Bello       | Gundi Eberhard      | Sally Lamonsoff           |
| Maya Rudolph      | Daniela Hoffmann    | Deanne McKenzie           |
| Steve Buscemi     | Santiago Ziesmer    | Wiley                     |
| Ebony Jo-Ann      | Regina Lemnitz      | Mama Ronzoni              |
| Nadji Jeter       | Lukas Schust        | Andre McKenzie            |
| Blake Clark       | Hans Hohlbein       | Bobby „Buzzer“ Ferdinando |
| Ashley Loren      | Marie-Luise Schramm | Bridget Hilliard          |
| Colin Quinn       | Thomas Nero Wolff   | Dickie Bailey             |
| Joyce Van Patten  | Helga Sasse         | Gloria Noonan             |
| Madison Riley     | Julia Kaufmann      | Jasmine Hilliard          |
| Jamie Chung       | Nadine Warmuth      | Amber Hilliard            |
| Tim Meadows       | Andreas Hosang      | Malcolm                   |
| Dan Patrick       | Peter Reinhardt     | Norby                     |
| Tim Herlihy       | Michael Iwannek     | Pastor                    |
| Jonathan Loughran | Tilo Schmitz        | Robideaux                 |
| Richie Minervini  | Uwe Jellinek        | Tardio                    |

## Rezeption
Der Film erhielt größtenteils negative Kritiken. Bei Rotten Tomatoes sind nur 10 % der 163 Rezensionen positiv mit einer durchschnittlichen Bewertung von 3,4/10. Im Fazit heißt es: „Das Ensemble voll Comedy-Veteranen ist nett, wird aber von der flauen Regie und dem anspruchslosen, austauschbaren Humor des kümmerlichen Drehbuchs im Stich gelassen.“ Bei Metacritic erhält der Film eine Bewertung von 30/100 basierend auf 32 Kritiken.
Cinema bezeichnete den Film als „schwerfällig inszenierte Männerkomödie mit lethargisch agierenden Darstellern“. Mit Verzicht auf die „unvermeidlichen pubertären Gags“ hätte der Film „tatsächlich etwas erzählen können von den Enttäuschungen des Älterwerdens und der Notwendigkeit, sich an die wichtigen Dinge im Leben zu erinnern“. Der film-dienst resümierte, der Film sei eine „hochkarätig mit Komiker-Größen besetzte, launige, aber bisweilen reaktionäre Ensemble-Komödie“, die „dank einiger Improvisationen nicht ganz unsympathisch“ sei.
Rob Schneider wurde für die Goldene Himbeere in der Kategorie Schlechtester Nebendarsteller nominiert.

## Fortsetzung
Im Juni 2012 drehten Columbia Pictures und Happy Madison Productions eine Fortsetzung zu dem Film. Das Drehbuch wurde von Fred Wolf geschrieben. Der Film wurde am 12. Juli 2013 in den US-amerikanischen Kinos veröffentlicht. In Deutschland lief er am 18. Juli 2013 unter dem Titel Kindsköpfe 2 in den Kinos an.
Der Film ist die erste Fortsetzung eines Filmes, in dem Sandler mitspielt. Bis auf Rob Schneider wirkten alle Hauptdarsteller des ersten Teils erneut mit. Eine Rolle im Film wird von WWE-Hall-of-Famer Steve Austin gespielt, außerdem haben der Basketballspieler Shaquille O’Neal sowie die Schauspieler Chris Hardwick, Taylor Lautner und Patrick Schwarzenegger, der Sohn von Arnold Schwarzenegger, Auftritte im Film.